# João-pintado
Rabo-espinhoso-pintalgado ou joão-pintado (Cranioleuca gutturata) é uma espécie de ave da família Furnariidae.
Pode ser encontrada nos seguintes países: Bolívia, Brasil, Colômbia, Equador, Guiana Francesa, Peru, Suriname e Venezuela.
Os seus habitats naturais são: florestas subtropicais ou tropicais húmidas de baixa altitude e pântanos subtropicais ou tropicais.